# Cineto Romano
Cineto Romano es una localidad italiana de la provincia de Roma, región de Lacio, con 681 habitantes.

## Evolución demográfica
| Gráfica de evolución demográfica de Cineto Romano entre 1861 y 2001 |
|                                                                     |
| Fuente ISTAT - elaboración gráfica de Wikipedia                     |